# Nokere Koerse 1985
La Nokere Koerse 1985, quarantesima edizione della corsa, si svolse il 13 marzo per un percorso con partenza ed arrivo a Nokere. Fu vinta dal belga Diederik Foubert della squadra Safir-Van De Ven davanti ai connazionali Patrick Versluys e Jan Bogaert.

## Ordine d'arrivo (Top 10)
| Pos. | Corridore         | Squadra                         | Tempo    |
| ---- | ----------------- | ------------------------------- | -------- |
| 1    | Diederik Foubert  | Safir-Van De Ven                | 3h35'00" |
| 2    | Patrick Versluys  | Hitachi-Splendor-Sunair         | s.t.     |
| 3    | Jan Bogaert       | Verandalux-Dries                | s.t.     |
| 4    | Bert Wekema       | Panasonic                       | s.t.     |
| 5    | José Vanackere    | Eurosoap-Crack Meubelen-Datakor | s.t.     |
| 6    | Patrick Deneut    | Eurosoap-Crack Meubelen-Datakor | s.t.     |
| 7    | Jean Habets       | Skil-SEM-KAS-Miko               | s.t.     |
| 8    | Marc Vercammen    | TeVe Blad-Perlav                | s.t.     |
| 9    | Raoul Bruyndonckx | Eurosoap-Crack Meubelen-Datakor | s.t.     |
| 10   | Patrick Cocquyt   | Safir-Van De Ven                | s.t.     |